# Трагедия семьи Польссон
Семья Польссон (швед. Pålsson) — шведская семья, состоявшая из Альмы Польссон и её четверых детей, которые плыли на «Титанике», и чья история, по свидетельству очевидцев, является самой трагичной из всех тех, которые принёс своим пассажирам затонувший «Титаник». Все пятеро погибли, опознано было только тело Альмы.

## О семье
Альма Корнелия Берглунд (род. 3 августа 1882) и Нильс Польссон жили в Бьюве в Сконе в южной Швеции, где Нильс работал шахтёром. У них было четверо детей: два мальчика — Пауль Фольке (род. 14 апреля 1906 года) и Ёста Леонард (род. 3 января 1910 года), и две девочки — Стина Виоля (род. 19 июня 1908 года) и Торборь Данира (род. 19 декабря 1903 года).

## Трагедия
Нильс Польссон, устав от шахтёрского труда, 10 июня 1910 года эмигрировал в США в Чикаго, где, взяв имя Нейл Паулссон, устроился работать водителем трамвая и к 1912 году уже сумел скопить необходимые средства на билеты для переезда оставшихся членов семьи в Америку (два брата Альмы Олоф и Аксель тоже к тому моменту переехали в Чикаго). Альма с детьми оставила Бьев и отправилась в Саутгемптон через Мальмё и Копенгаген. На «Титаник» Польссоны взошли в качестве пассажиров 3-го класса.
Согласно показаниям одного из спасшихся шведских эмигрантов 27-летнего Августа Веннерстрёма, с которыми Альма познакомилась на борту «Титаника», Альме потребовалось слишком много времени, чтобы собрать всех четверых малолетних детей, которые на момент столкновения корабля с айсбергом уже спали. Когда Альма и дети наконец поднялись на верхнюю палубу, все основные шлюпки уже были спущены на воду. Увидев Веннерстрёма, пытавшегося уцепиться за перевёрнутую складную шлюпку A, Альма попросила его удержать хотя бы двоих детей, что он поначалу и делал, но подступающие волны, крен ломающегося корабля и общая суматоха не позволили ему удержать их.
Тело Альмы было 206-м по счёту, которое нашли. Как и все, 8 мая она была похоронена на приморском кладбище Фервью в Галифаксе. Выдержка из отчёта:

№ 206, ЖЕНЩИНА, ПРИМЕРНЫЙ ВОЗРАСТ — 30 ЛЕТ, ВОЛОСЫ — СВЕТЛЫЕ.
ОДЕЖДА — Коричневое пальто; зелёный жакет; тёмная рубашка; коричневая юбка; ботинки; нет чулок.
ИМУЩЕСТВО — Обручальное кольцо; губная гармоника; кошелёк и две монеты; письмо; 65 крон; имела четырёх детей с нею; письмо от мужа, Нейла Паулссона, 94 Ташенд-Стрит, Чикаго.
БИЛЕТ ТРЕТЬЕГО КЛАССА № 349909 (5 БИЛЕТОВ) —
ИМЯ — АЛЬМА ПОЛЬССОН
Нильс, который уехал в США до того, как родился Ёста, надеялся, что некоторые из спасённых детей-сирот (которых вследствие языкового барьера и возраста невозможно было идентифицировать) могли быть его детьми. Он потратил много денег и времени, но в конечном счёте чикагский офис «White Star Line» сообщил ему, что все его четверо детей находятся в списке пропавших без вести. Его горю не было предела, но он остался жить в США. В конце 1920-х к нему присоединился родственник Альмы Акселль Толёв Квист, который должен был изначально сопровождать Альму в поездке. Нильс умер в 1962 году.
Несколько дней спустя после катастрофы в океане был обнаружено тело неизвестного ребёнка, который на протяжении многих лет негласно считался Ёстой Польссоном. Однако анализ ДНК 2002 года показал, что ребёнок был младше двух лет и предположительно являлся финном, а не шведом, а в 2007 году окончательно выяснилось, что на самом деле этот ребёнок был англичанином Сиднеем Лесли Гудвином.